# قطب‌الدین شاه محمود
قطب‌الدینْ شاه‌محمود (۷۵۹–۷۷۶ ه‍.ق./۱۳۵۸–۱۳۷۵ م.) از فرمانروایان مظفری بود.

## زندگی‌نامه
قطب‌الدین شاه محمود در جمادی‌الاول ۷۳۷ ق/ دسامبر ۱۳۳۶ م زاده شد. در توطئهٔ دستگیری و نابینا کردن پدرش مبارزالدین محمد شرکت داشت. پس از آن که شاه شجاع بر تخت نشست، اصفهان و ابرقو به او سپرده شد. وی در دورهٔ هفده‌ساله امارتش در اصفهان، زمانی مطیع فرمان شاه شجاع بود و برای مدتی نیز فارس را به کمک پدرزنش اویس ایلکانی در تصرف داشت. شاه محمود ۳۸ سال و  ۵ ماه و ۹ روز عمر کرد. پس از مرگ ۷۷۶ ق/ ۱۳۷۵ م چون فرزندی نداشت، گروهی از اهالی اصفهان هوادار فرمانروایی سلطان اویس فرزند شاه شجاع و گروهی دیگر خواستار پیوستن اصفهان به قلمرو پادشاهی شاه شجاع شدند. بر اثر این دو دستگی شورشی در شهر درگرفت و مردم اصفهان چنان با هم به نزاع پرداختند که بیش از ۱۰  نفر بر جنازهٔ شاه محمود برای نماز حاضر نشدند. اما شاه شجاع پس از آگاهی از مرگ برادر به اصفهان رفت و آن شهر را رسماً به قلمرو خود افزود. 
شاه محمود به سان دیگر افراد آل مظفر به آبادانی قلمرو امارت خود اهتمام ویژه داشت و از وی هنوز هم آثاری در اصفهان برجامانده که از مهم‌ترین آن‌ها می‌توان به  مدرسه مظفریه در مجموعۀ مسجد جامع اصفهان و عمارت دردشت که مدفن همسر مقتول وی سلطان بخت است، اشاره کرد. 
شاه محمود در سال ۷۷۶ هجری قمری با وصول خبر وفات سلطان اویس ایلکانی، تصمیم گرفت که عملیات جنگی پدرش امیر مبارزالدین محمد برای تسخیر سرزمین‌های شمال غرب ایران را تکمیل کند و بدین نیت به سوی آذربایجان سپاه کشید، اما چند منزل بیرون از اصفهان در گلپایگان مرضی صعب بر او مستولی شد و بدان مرض درگذشت. پس از وصول خبر مشترک مرگ شاه محمود و سلطان اویس به شاه شجاع که در فارس بود، وی ابتدا به اصفهان رفت و آن امارت‌نشین را به سلطنت مرکزی آل مظفر افزود و سپس مطابق برنامه ای که پدرش از پیش اجرا کرده بود، اصفهان را پایگاه حمله به شمال غرب ساخت و آذربایجان و شروان را تسخیر کرد.